# Viana (Maranhão)
Viana es un municipio situado en el estado de Maranhão, en Brasil. Tiene una población estimada, en 2024, de 53 115 habitantes.
Forma parte del pantanal maranhense, una región de la Baixada Maranhense que fue transformada en Área de Protección Ambiental, por medio del Decreto Estadual n.º 11.900, del 11 de junio de 1991. Es la sede de la Región de Planeamiento de los Lagos.

## Historia
La ciudad de Viana es la cuarta ciudad más antigua de Maranhão y tiene su origen en la aldea de Maracu, que comenzó a ser poblada por misioneros de la Compañía de Jesús en 1709. Allí, los jesuitas construyeron una iglesia y fundaron una colonia agrícola mientras implementaban misiones en otros pueblos de la región.
Poco después del 6 de junio de 1757, fecha de la proclamación de la libertad de los indios brasileños, estos sacerdotes, al ver cesar su jurisdicción sobre las aldeas, intentaron arrasar todo lo que allí había. Sin embargo, por orden del gobernador Gonçalo Pereira Lobato e Sousa, se vieron obligados a reconstruir todas las casas que habían destruido y a devolver todo el ganado que se habían llevado.
El 8 de julio de ese año, “por su capacidad de vida política y autonomía administrativa”, se creó la villa de Viana. En 1855 fue elevada a la categoría de ciudad.
Utilizando la mano de obra esclava, a mediados del siglo XIX, durante el llamado "ciclo de oro blanco", Viana alcanzó un auge comercial, proveniente principalmente de la producción de algodón, seguida de arroz, maíz y yuca. En 1822 la justicia de Maranhão sentenció a favor de los indios gamelas para que mantuvieran la posesión de la sesmaría otorgada en 1759.
En 1860 la localidad tenía 8387 habitantes, siendo 6506 libres y 1891 esclavos.
Em 1867 Viana fue escenario de una de las más significativas rebeliones de esclavos ocurrida en Brasil. Con la caída de la exportación de algodón y la abolición de la esclavitud, a finales del siglo XIX Viana decayó económicamente e inició un largo período de declive.
En 1911 Viana fue constituido como municipio, del cual fue separado Matinha en 1948. Durante el siglo XX, las expulsiones de los indígenas gamelas de sus tierras se multiplicaron. Restaron algunas comunidades como Taquaritiua. En los últimos años los gamelas han retomado algunos de los predios de lo que fue su sesmaría, en medio de un grave conflicto.